# 生稲晃子靖国神社参拝誤報問題

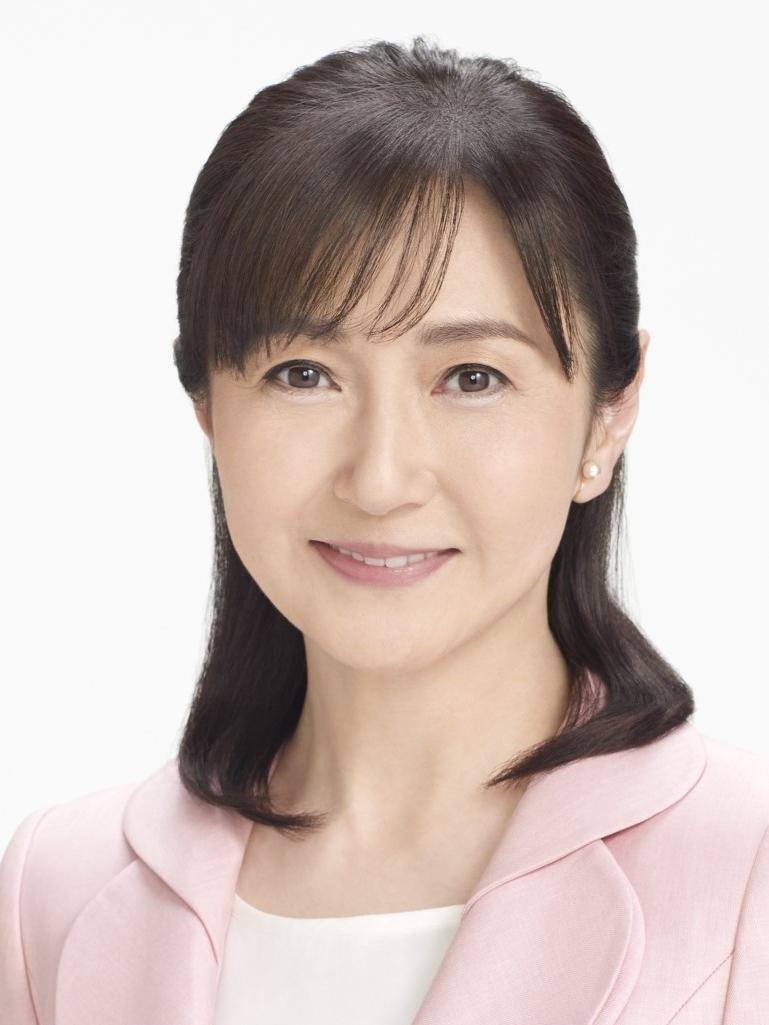
生稲晃子

生稲晃子靖国神社参拝誤報問題（いくいなあきこやすくにじんじゃさんぱいごほうもんだい）は、生稲晃子参議院議員が靖国神社に参拝したという内容を共同通信社が報道したことに端を発する日本国と大韓民国との間の外交問題。結果としてこの報道内容は誤報であった。

## 背景

### 生稲晃子の靖国神社参拝報道
靖国神社に参拝する閣僚や国会議員への取材は、靖国神社が持つその特性から毎年行われており、そういった状況の中で、令和4年（2022年）8月15日、共同通信社は生稲晃子参議院議員が靖国神社に参拝したと報道した。これに従って東京新聞も同内容の記事を掲載した。

### 佐渡島の金山の世界遺産登録
令和6年（2024年）7月27日、朝鮮半島出身者の強制労働があったとして反対していた大韓民国が賛成したことにより、佐渡金山は「佐渡島の金山」として世界文化遺産に登録された。このとき、日韓間では毎年合同で朝鮮半島出身労働者を含むすべての労働犠牲者の追悼式を開催することを合意していた。同年9月18日には朴喆熙駐日韓国大使が花角英世新潟県知事と面会し、早期の追悼式開催と日本政府高官の出席を求めていた。11月20日、追悼式を主催する「佐渡島の金山」式典実行委員会は11月24日に佐渡市のあいかわ開発総合センターに於いて開催することを発表した。

## 経過

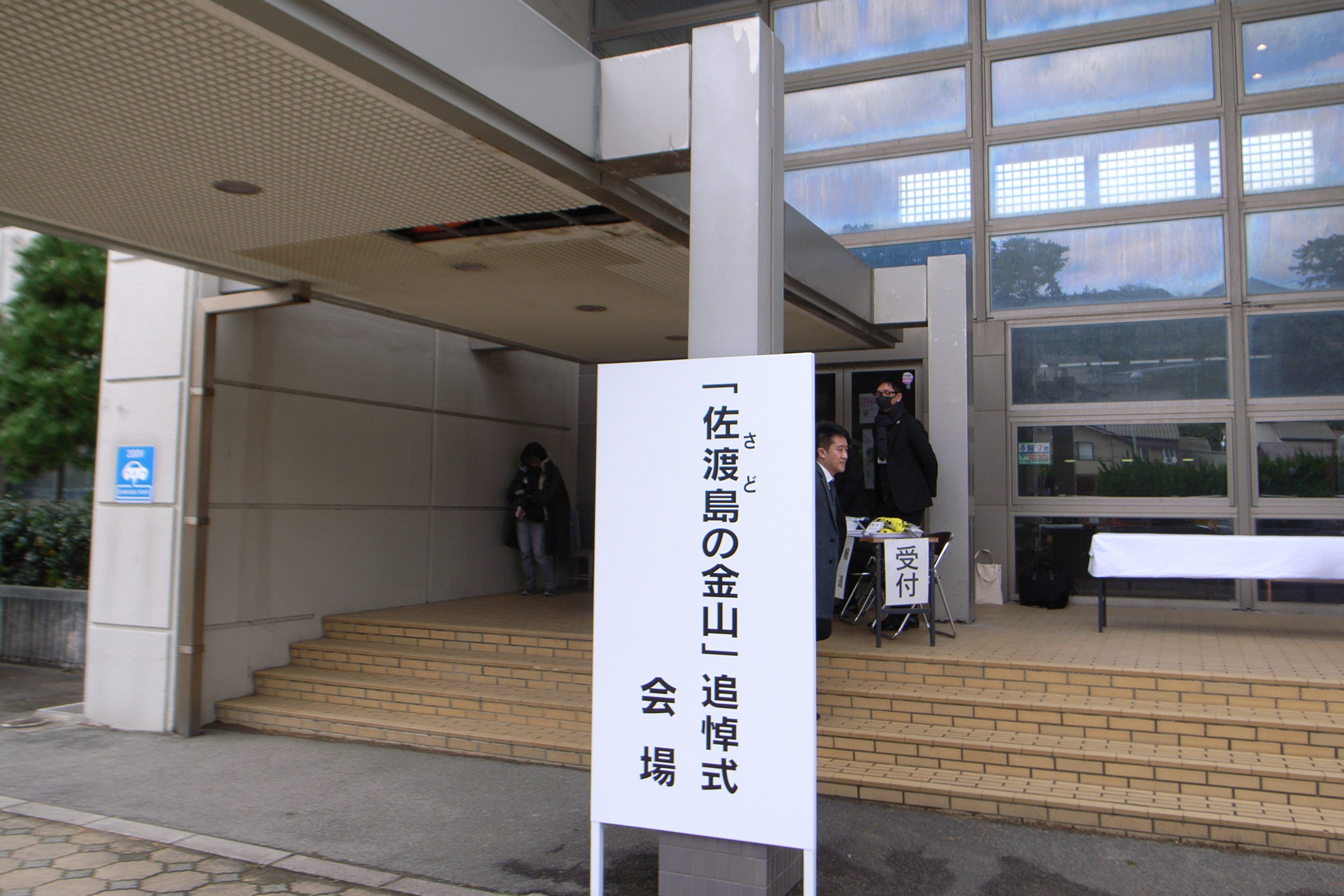
「佐渡島の金山」追悼式

令和6年（2024年）11月13日、第2次石破内閣において生稲が外務大臣政務官に就任し、11月22日には岩屋毅外務大臣の会見に於いて、生稲が24日に初開催される佐渡金山の労働者の追悼式に参列することが発表された。これに対し23日、生稲がかつて靖国神社に参拝していたことを問題視した韓国側が自国として代表者を派遣せず追悼式に参加しないことを発表した。韓国外交部は「生稲議員は2022年7月に参議院選挙で当選したあと、8月15日に靖国神社に参拝したと理解している」と表明している。結果として、韓国側の代表者や遺族が参列しないまま24日に「佐渡島の金山」追悼式が開催された。韓国側は、25日に独自の追悼式を佐渡市で行った。

しかし、生稲は問題視されたとする靖国神社への参拝をしていないと主張し、北村俊博外務報道官もこの主張と同様の認識を表明した。韓国外交部が認識するに至り不参加を決める要因となった靖国神社参拝を報道した共同通信は25日、これが誤報であり実際には生稲が靖国神社に参拝していないことを認めた。共同通信は、誤報に至った理由を、生稲本人への確認取材をしていないまま記事化したことにあるとした。高橋直人編集局長は
生稲議員をはじめ、新潟県や佐渡市、追悼式実行委員会などの地元関係者、読者の皆さまにご迷惑をおかけし、深くおわびします。取材の在り方を含めて再発防止策を徹底します。
とコメントを出した。
11月26日、林芳正内閣官房長官は定例記者会見に於いて「事実に基づかない報道がなされたこと、また「佐渡島の金山」追悼式について、そうした誤った報道が混乱を生ぜせしめた、そういう風に認識をしておりまして、極めて遺憾であります。政府として共同通信に対し事実関係や経緯の説明を求める予定でございます。」と発言、共同通信への指摘を明確に述べた。同日、水谷亨共同通信社社長は岡野正敬外務事務次官と外務省に於いて面会し、謝罪と説明をおこなったが、岡野事務次官は「留意」するとした。2日後の28日、水谷社長は生稲外務政務官とも面会し、同様の謝罪と説明をおこなったが、生稲は「大変心を痛めて」いるとして謝罪を「留意」するとし、しっかりとした対外的な説明を求めた。同日には小渕敏郎共同通信社専務理事・小熊宏尚共同通信新潟支局長、杉田雄心共同通信政治部長も花角新潟県知事と新潟県庁で面会して「新潟県、佐渡市の皆さまに心よりおわびを申し上げます」と謝罪した。
また27日には「生稲晃子参院議員（現外務政務官）の靖国神社参拝報道は誤りでした 。深くおわびします」と題する謝罪コメントが共同通信社のホームページに発表された。
11月30日、共同通信は当該問題に関する検証記事を配信した。
12月5日、共同通信社は、取材情報の真偽の見極めや事実確認を徹底することなどを柱とした再発防止策を掲示した。また同日、同社は誤報問題に関わった6人を含む12月4日付の懲戒処分を発表した。処分は次の通り。
1. 水谷亨社長：役員報酬の10％を三か月間返上
2. 小渕敏郎専務理事：役員報酬の10％を三か月間返上
3. 高橋直人編集局長（当時ニュースセンター長）：減給、2025年（令和7年）1月16日付で更迭され論説委員に転じる[注釈 2]
4. 山根士郎ニュースセンター長（当時政治部長）：出勤停止3日、2025年（令和7年）1月16日付で更迭され総務局企画委員に転じる[注釈 3]
5. 高松支局長（当時デスク）：譴責処分
6. 政治部次長（当時官邸キャップ）：譴責処分
7. 政治部記者（記事を執筆した2名）：戒告処分

## 論点
誤報に端を発するこの問題で明確になったことについて、九州歴史観光戦略研究所の代表を務める井上政典は、韓国が政務官の過去の靖国神社への参拝までもが問題視するようになったとし、「（この）状況を食い止めねばならない。」「首相の参拝はなおさら問題視されることだろう。」と述べた。また前衆議院議員の杉田水脈もこの問題に関連して「過去に靖国神社に参拝した議員は政務三役に就けなくなる」とポストした。

## 反応
11月26日に前防衛大臣の木原稔はX（旧Twitter）に「誤報は論外」だが「そもそも靖国神社を参拝する国会議員の名前を逐一公表しようとする報道姿勢は論外の外。中韓に向けて必死に伝えようとするオールドメディアに異常性を感じてい」るとポストした。同日若林洋平もXに「靖国神社を参拝した事を問題視して記事にし、政治家や我が国を陥れる事自体が大問題」とポストした。
ジャーナリストの室谷克実は、林官房長官の会見に於ける態度を以て「「生稲氏は靖国に参拝していない」とばかり強調した」と断じ、靖国参拝は悪いことという韓国側の決め付けに従属した政府の対応を批判した。